# Maria d'Àmnia
Maria d'Àmnia (Àmnia, cap al 770 - després del 823) va ser una emperadriu romana d'Orient, la primera esposa de l'emperador romà d'Orient Constantí VI, fill de l'emperadriu Irene d'Atenes. Havia nascut a Àmnia, una ciutat del Tema de Paflagònia.
No se sap el nom del seu pare, que era un aristòcrata ric de Paflagònia casat amb una dona anomenada Hipàtia, conegut per ser molt caritatiu. Quan Hipàtia va enviudar va marxar amb les seves filles a Constantinoble l'any 788. Tenia dues germanes, Mirància i Evància, i un germà, anomenat Petronas.

## Emperadriu
Maria d'Àmnia va ser escollida com a consort de Constantí mitjançant un concurs de bellesa organitzat per Irene d'Atenes, que havia suspès el compromís del seu fill amb Rotruda, filla de Carlemany i d'Hildegarda de Vintzgau, quan ja s'havia fet la pau amb Roma i no es considerava necessària aquesta aliança. Maria va ser escollida per Irene, sembla que amb la col·laboració d'Estauraci, un eunuc que tenia el càrrec de logoteta, o conseller imperial. Va ser nomenada "la dona més bella de l'Imperi", i la seva família es va instal·lar a la cort.
El matrimoni es va celebrar el novembre de l'any 788. Teòfanes el Confessor explica la fastuositat de tota la cerimònia. L'emperador tenia uns 18 anys i Maria entre 14 i 16. El matrimoni va durar al voltant de sis anys, i en el seu transcurs Maria va tenir dues filles, una anomenada Irene com l'àvia i l'altra Eufrosina. Teòfanes també diu que Constantí va rebutjar la seva esposa, i atribueix el fet a les maquinacions d'Irene, que estava enutjada perquè no havia nascut cap fill baró del matrimoni.

## Exili
L'any 794, Constantí va trobar una amant, Teòdota, una cubicularia o dama d'honor de la seva mare. El gener del 795, l'emperador es va divorciar de Maria, i ella i les seves filles van ser tancades en un convent a Büyükada, una de les Illes dels Prínceps. El mes de setembre del 795, Constantí i Teodora es van casar. Maria va ser monja la resta de la seva vida, i es menciona per última vegada l'any 823. Van treure la seva filla Eufrosine del convent per casar-la amb Miquel el Tartamut, que va ser emperador de l'any 820 al 829. Eufrosine es va queixar de què l'allunyessin de la seva mare i del convent, i aquesta protesta la recull Teodor Estudita. L'altra filla, Irene, es menciona per última vegada l'any 796.